# Гето-хауз
Гето-хауз англ. Ghetto house або англ. booty house — це один з видів чикаго-хаузу, що був започаткований приблизно в 1992 року. Визначною рисою цього стилю вважають сукупність електронних і барабанних ритмів та ліричного вокалу. Зазвичай композиції створювалися на мінімальному обладнанні, такому як Roland 808 і 909, з ефектами «four on the floor» та бас-барабан.